# Diaobingshan
Diaobingshan (en chino, 调兵山; pinyin, Diàobīngshān) es un municipio  bajo la administración directa de la Prefectura Tieling en la Provincia de Liaoning, República Popular China.  Su área es de 262 km² y su población total para 2010 superó los 240 mil habitantes. 

## Administración
Desde julio de 2020, el  Municipio Diaobingshan se divide en 5 pueblos que se administran en 2 subdistritos y 3  poblados.